# Pótz-Nagy Árpád
Pótz-Nagy Árpád, Pócz (Budapest, 1893. november 17. – Budapest, 1952. május 19.) válogatott labdarúgó, középcsatár. Polgári hivatása magántáncos volt a Magyar Állami Operaházban, majd annak zenekarának tagja és hegedűtanár volt.

## Pályafutása
Pótz Nagy Márk és Horváth Julianna fiaként született. 1918. február 7-én Budapesten, a Terézvárosban feleségül vette a nála öt évvel idősebb Hudák Anna Alojziát. Halálát máj- és gyomorrák okozta.

### Klubcsapatban
A BTC labdarúgója volt. Az 1925–26-os idényben az 1925. szeptember 13-i FTC-Kispesti AC 3–1-es Fradi győzelemmel zárult mérkőzésen szerepelt és ezzel a bajnokcsapat tagja lett. Alacsony termetű játékos volt, aki a hosszú szöktetésekben és a gyors kitörésekben jeleskedett. Folyamatosan a leshatáron tartózkodott.

### A válogatottban
1914-ben egy alkalommal szerepelt a magyar labdarúgó-válogatottban és egy gólt szerzett.

## Sikerei, díjai
- Magyar bajnokság
  - bajnok: 1925–26
  - 3.: 1912–13

## Statisztika

### Mérkőzése a válogatottban
| Magyarország | Magyarország     | Magyarország              | Magyarország | Magyarország | Magyarország | Magyarország | Magyarország | Magyarország |
| #            | Dátum            | Helyszín                  | Hazai        | Eredmény     | Vendég       | Kiírás       | Gólok        | Esemény      |
| ------------ | ---------------- | ------------------------- | ------------ | ------------ | ------------ | ------------ | ------------ | ------------ |
| 1.           | 1914. október 4. | Budapest, Üllői úti pálya | Magyarország | 2 – 2        | Ausztria     | barátságos   | 1            | 54'          |
|              | Összesen         |                           |              | 1            | mérkőzés     |              | 1            | gól          |